# 張濟元
張濟元（：／ Chang Je-won，1967年4月13日—2025年3月31日），大韓民國保守派政治人物，第18、20、21屆國會議員。